# 秋利甘區

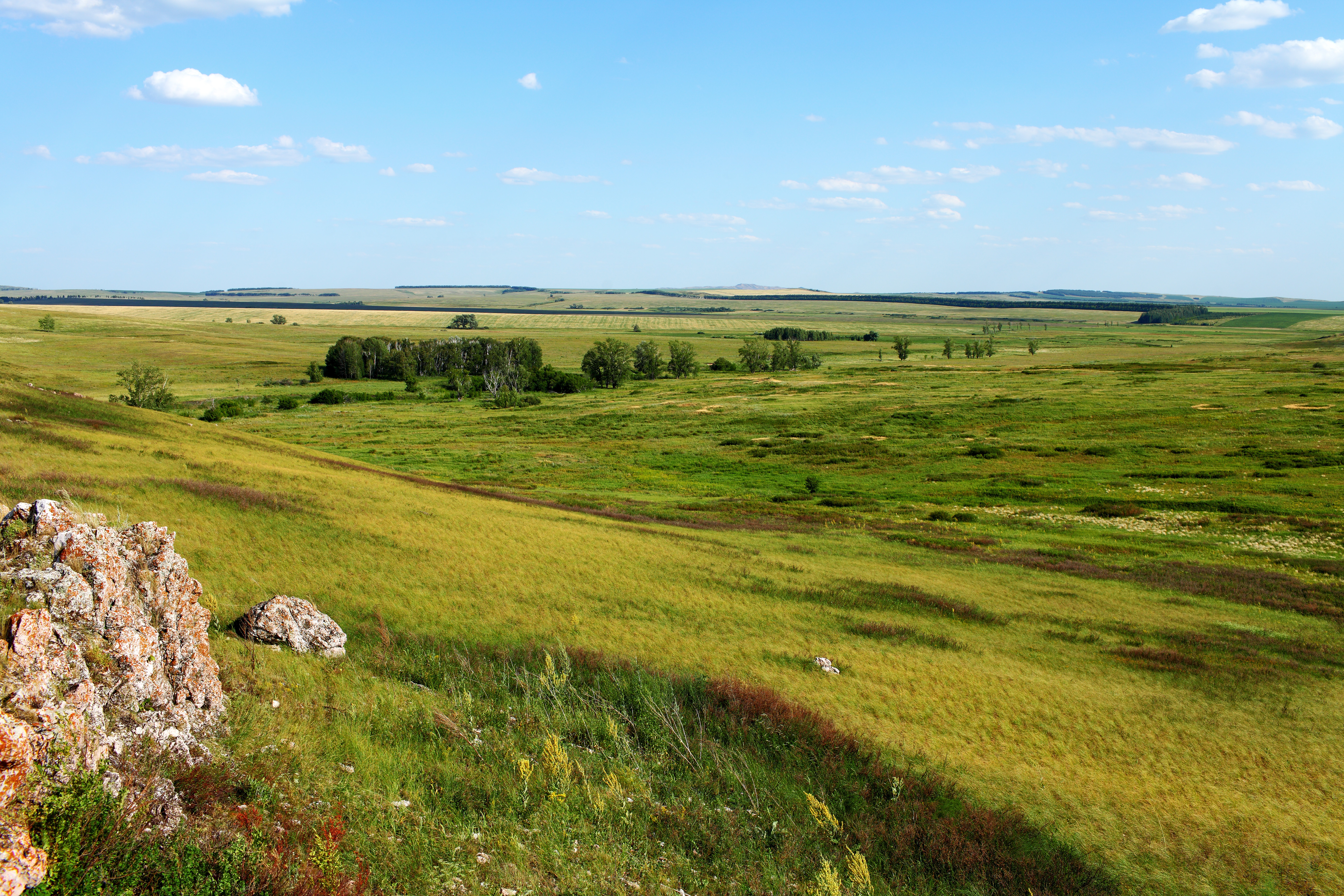

52°20′37″N 56°09′15″E / 52.34361°N 56.15417°E
秋利甘區（俄语：Тюльганский район），是俄羅斯的一個區，位於該國西南部，由奧倫堡州負責管轄，面積1,887平方公里，2010年該區人口19,725，人口密度每平方公里10.45人。